# Ludwik Kasperczyk
Ludwik Kasperczyk OFM (ur. 23 września 1885 w Kochłowicach, zm. 11 maja 1949 w Rybniku) – polski kapłan, franciszkanin, prowincjał.
O. Ludwik Kasperczyk należał do górnośląskiej Prowincji Wniebowzięcia NMP Zakonu Braci Mniejszych – Franciszkanów, której był prowincjałem w latach 1929–1931.
Urodził się 23 września 1885 w rodzinie górnika Franciszka i Małgorzaty z d. Marek. Ukończył Kolegum Serafickie w Nysie. 25 kwietnia 1905 wstąpił do Prowincji św. Jadwigi Zakonu Braci Mniejszych w Królestwie Prus. Po nowicjacie odbył studia filozoficzno-teologiczne we Wrocławiu-Karłowicach. Święcenia kapłańskie przyjął 23 grudnia 1911.
W latach 1915–1922 był lektorem historii w Kolegium Serafickim w Nysie. W 1922 przeszedł do prowincji Niepokalanego poczęcia NMP w Polsce, która od 1932 zmieniła nazwę na Prowincja Wniebowzięcia NMP Zakonu Braci Mniejszych. W nowej prowincji był rektorem Kolegium Serafickiego. 6 lipca 1929 został mianowany prowincjałem. Rezydował w konwencie panewnickim. Z pełnienia tego urzędu zrezygnował ze względów zdrowotnych 17 kwietnia 1931. Między 1935 a 1939 wykładał historię Kościoła i liturgikę w seminarium we Wronkach.
W czasie II wojny światowej o. Kasperczyk był wikarym w parafii św. Antoniego w Chorzowie-Klimzowcu. Pełnił też funkcję kapelana sióstr boromeuszek w Jastrzębiu-Zdroju. Zmarł w Rybniku 11 maja 1949. Został pochowany na cmentarzu zakonnym w Katowicach-Ligocie.